# Too Hot
Too Hot — первый сингл Аланис с одноименного альбома 1991 года.

## История
В 1987 году Мориссетт независимо выпустила сингл Fate Stay with Me, но её дебютным синглом считается именно Too Hot. Он попал на 14-е место чарта в Канаде, благодаря чему альбом Alanis в то же время стал золотым. Это её самая популярная песня до эпохи Jagged Little Pill. Сингл был выпущен только в Канаде, как и альбомы Alanis и Now Is the Time.
В 1992 году Too Hot была номинирована на премию «Джуно» в категориях Сингл года, а ремикс — в категории Лучшая танцевальная запись.
СВС заметил сходство стиля с Полой Абдул. «Too Hot», «Feel Your Love» и «An Emotion Away» были использованы в фильме Просто одна из девочек, в котором появилась Мориссетт. Она исполняла песню в 2002 году в Канаде, а также во время тура Jagged Little Pill Acoustic.

## Список композиций
1. «Too Hot» (LP Version) — 3:58
2. «Too Hot» (Hott Shot Mix) — 4:54